# 스바오 이글스
스바오 이글스(중국어 정체자: 時報鷹, 영어: China Times Eagles)는 중화민국 중화직업봉구대연맹에 소속되어 있었던 프로야구 팀이다. 연고지는 핑둥 시였다.

## 역사

### 창단
1990년에 설립된 아마추어 팀 '블랙 이글스'(중국어 정체자: 黑鷹棒球隊)가 팀의 전신이다. 1991년에 중국시보사가 팀을 매입하였다. 1992년에 올림픽에 국가대표로 출전한 야구 대표팀 중 아마추어 선수들을 흡수한 뒤, 다음 해인 1993년에 프로 팀으로 전향했다.

### 검은 독수리 사건(블랙 이글스 인시덴트)
1997년에 중화민국의 검찰이 CPBL의 승부 조작에 관련된 증거를 포착하고, 승부 조작으로 의심되는 경기들을 조사하였다. 그리고 승부 조작 혐의가 있는 선수들을 즉시 리그에서 퇴출시키고, 사법 처리하였다.
팀이 이 해에 창단 최초로 리그 우승을 달성했음에도 불구하고, 대부분의 선수들이 승부 조작 혐의로 인해 리그에서 추방당하면서 제대로 경기를 치를 수 없을 정도로 선수가 부족하게 되었다. (6월에는 중화민국 국적 선수가 단 2명에 불과했다.) 결국 팀은 CPBL 소속의 다른 6개 구단으로부터 선수를 빌려와서 후기 리그를 겨우 치러냈다. 결국, 이어서 열린 챔피언 결정전에서도 부진하면서 통합 우승하는데 실패했다. 이후, 팀은 1998년에 승부 조작 사건의 여파로 인해 결국 해산되었다. 후에 이 사건으로 인해 가장 큰 피해를 입은 팀이 스바오 이글스였기 때문에, 이 사건에 검은 독수리 사건(Black Eagles Incident)(중국어: 黑鷹事件)이라는 이름이 붙게 되었다.

## 같이 보기
- 중화 직업봉구 대연맹